# F.E.A.R. 3
F.E.A.R. 3 (стилізована назва — F.3.AR) — відеогра, шутер від першої особи з ухилом в survival horror, розроблена Day 1 Studios за сприяння Monolith Productions. Гра є сиквелом FEAR 2: Project Origin і третьою грою в серії «FEAR». Видавцем є Warner Bros. Interactive Entertainment. Третя частина гри FEAR була випущена 21 червня 2011 на персональні комп'ютери та ігрові консолі PlayStation 3 і Xbox 360.

## Геймплей
«F.E.A.R. 3» — шутер від першої особи з елементами жахів (survival horror), причому, за словами Де Торлі (англ. Denny Thorley), засновника і президента Day 1 Studios, в грі повинно бути "більше жахів " у порівнянні з оригіналом. У грі присутня покращена система укриттів. Наявний кооперативний режим, де можна грати як за Point Man, так і та за Пакстона Феттеля, причому розробники називають цей режим «кооперативом протистояння» — Point Man і Пакстон Феттел є ворогами по відношенню один до одного, доступна внутрішньоігрова статистика, яка після проходження кожного рівня підводиться і звіряється між гравцями. Від результату надалі залежить не тільки поліпшення характеристик героя, а й фінальна кінцівка. Гра оперативником аналогічна першій частині серії ігор: відстріл ворогів і уповільнення часу. Керуючи Феттелем, потрібно використовувати телекінез, приголомшення ворогів і телепатичний контроль над ними. При активації bullet time, ефект впливає на двох гравців одночасно.

## Сюжет
Тріквел «F.E.A.R. 3» є продовженням «FEAR 2: Project Origin», події в грі починаються приблизно через кілька місяців після закінчення подій другої частини.
Оперативник (Point Man), протагоніст першої частини, був захоплений спецназом «АРМах Технолоджі» після падіння вертольота UH-60 Black Hawk. Пакстон Феттел, антагоніст першої частини, підходить до камери де солдати «Армахема» б'ють Оперативника, намагаючись з'ясувати де знаходиться Джин Сун-Квон. Феттел вселяється в одного з солдатів, і ламає шию іншому, Оперативник звільняє себе від наручників, ловить ніж на льоту і перерізає ним горло солдату, в якого вселився Феттел. Після чого починається сама гра.
Оперативник ловить по рації одного з убитих охоронців сигнал лиха від Джин Сун-Квон і починає прориватися через загони «АРМах», які відтягли в ізолятор багатьох людей, що вижили. Першочерговим завданням для Оперативники є порятунок Джин. Під час перестрілок був пошкоджений головний щит електропостачання і відведення газопроводу, що призвело до руйнування будівлі. Оперативник провалюється крізь підлогу і його починає забирати течією до відведення каналізації, коли несподівано його хапає за руку Феттел і виштовхує в безпечну зону. Після чого Оперативник отямлюється в нетрях під руїнами ізолятора.
Остаточно оговтавшись, Оперативник продовжує пошуки Джин Сун-Квон. Брат слід за ним. В одному з коридорів колектора Оперативник несподівано потрапляє в засідку і солдатів «Армахема» б'є його по голові. Не встигнувши повідомити про затримання об'єкта на солдатів обрушується Первинний, кошмарний монстроід, що нагадує Образа, і блискавично винищує весь загін. Вибравшись нарешті на поверхню, Оперативник бачить як солдати «АРМах» намагаються залякати і виманити мешканців з їхніх будинків. Зав'язується черговий бій. Феттел повідомляє, що вертоліт — їхній єдиний шанс забратися. Оперативник рухається до майданчика де приземлиться вертоліт. Після недовгого бою з «фазовими солдатами», Оперативник біжить до вертольота. У стрибку він чіпляється за бортик, залазить усередину, бачить усміхнене лице брата і йде до пілотів. Вирубавши одного і вигнавши з кабіни другого, Оперативник сам сідає за штурвал.
Поки вертоліт летів до Фейрпорту, пілот, який сидів в кабіні без свідомості, встиг отямитися і гнівно заявив Оперативнику що з ним і його братом розберуться місцеві потвори. У відповідь Оперативник знову вирубує його. Тут в небі прокочуються хвилі невизначеного випромінювання і вертоліт падає прямо на гіпермаркет на околиці міста. Пробираючись через магазин оперативникам довелося зіткнуться зі збожеволілими жителями округу, так званими культистами. Люто і фанатично налаштовані проти «Армахема» і протагоніста, ці «зомбі», намагаються позбутися всіх хто заважає, як висловився Феттела, «слухати Альму». У самому центрі магазину Оперативник знаходить колиску для немовляти, і Первинний, що вибрався з неї, прикликає всіх зомбованих. Врешті-решт Оперативник вибігає з магазину і бачить як один з культистів малює щось на стіні кров'ю з відрубаної кисті. Оперативник хапає зомбі за горло, у той час як Феттел вивчає малюнки на стіні. Зазначивши, що жага насильства цих істот захоплює його, Феттел попрямував далі першим. Оперативник, який кинув зомбі на землю, пішов за ним.
Солдати «Армахема» продовжують вести бої проти зомбі. Оперативник продовжує пошуки Джин Сун-Квон. Феттел радить йому пробиратися через будинки — так швидше. Чергове поява Первинного доводить, що у нього є контроль над зомбі. Схопивши Оперативника, монстр відправляє його в чергову галюцинацію, вийшовши з якої, Оперативник опиниться на вулиці біля брата. Феттел намагається відмовити його від пошуків Джин, але Оперативник не слухає. Починаються нові бої з солдатами «Армахема». Черговий викид енергії вбиває солдатів «Армахема», що напали на протагоніста. Далі Оперативник захоплює бронеробота і з його допомогою продовжує прориватися в центр. Знищивши групу солдатів, що засіли в лісовій зоні, Оперативник кидає бронеробота і стикається з «фазовими солдатами», а після і з їх командиром. Знищивши генератори управління, Оперативник спускається в підвал, де і знаходить Джин. Побачивши Феттела, вона наставила на нього пістолет («Я думав, вона буде нам рада» — прокоментував Феттел цей момент), але все ж переборола себе і привітала оперативника. Вона показує йому запис з камер спостереження з телестезічного підсилювача на Стілл-Айленд, всередині якого знаходиться сержант загону «Дельта» Майкл Беккет, протагоніст FEAR 2: Project Origin. Майкл, в повному розпачі, намагається привернути до себе увагу «АРМах»: «Вона одержима мною! Ви божевільні! Вона мене зґвалтувала! Ви задоволені, АРМах?! Вона тепер мати вашу вагітна!» Після цього його хапають солдати"Армахема". Феттел, посміхаючись, вимовляє: «Рідня!» Джин повертається до оперативників: «Пора з цим закінчувати. Ти зі мною?»
Сутички Альми продовжують розколювати світ. Брати хочуть знайти Беккета, щоб зупинити пологи. Джин викрадають зомбі прямо з-під носа оперативника. Він намагається допомогти їй, але новий землетрус розколює земну поверхню і розділяє їх. Феттел єхидно зауважує, що від Джин більше проблем ніж вона варта. Оперативник стикається з силами клонів Репліки, які тепер підпорядковуються виключно «АРМах» — означає проект «Провісник» нарешті завершений. Джин вдається втекти від зомбі, вона має намір зустрінеться з оперативниками у вежі, але Сьєрра 8.1, найамбітніший з усіх «фазових командирів», бере її в полон, резонно зауважуючи, що протагоніст прийде за нею адже вона йому як рідня. Феттел намагається переконати Оперативників тим, що вона не рідня їм і у них є важливіші справи, але той не слухає і йде рятувати Джин. Уже біля самої вежі Оперативник і Сьєрра зустрічаються лицем до лиця, і на великий подив самого командира, Оперативник перемагає. Солдатів «АРМах» охоплює паніка, з чого Феттел зловтішається. Але несподівано з'являється ще один Фазовий командир і нападе на Оперативників, однак того знову вдається перемогти. Звільнивши Джин, вони разом біжать до шатла. Новий землетрус зруйнував конструкцію башти, основа якої падає прямо на Оперативника, але в останній момент Феттел відштовхнув її в сторону телекінезом. Контуженого Оперативника Джин повела до шатл.
Отямився Оперативник вже на шатлі, в повітрі. Феттел продовжував переконувати його, що вони не вороги, що вони рідня і у них одна мета. Тут на зв'язок виходить Джин і каже, що телепатія Альми висмоктує енергію з шатлів. Тут же шатли зазнають аварії на залізничному мосту. Оперативник вибирається з-під уламків і піднімається на трасу, де знову вступає в бій із залишками сил «Армахема» і Репліки. Здолавши їх і перебравшись на іншу сторону моста, Оперативник стикається з новими породженнями Альми — чорними тварюками, схожими на перевертнів, і схоже що своєю присутністю протагоніст розворушив їх гніздо — більше десятка цих перевертнів оточує протагоніста з усіх сторін. Ледве відбившись від них, Оперативник знову виходить на верхній рівень моста, де його чекають Фазові солдати. Захопивши елітний штурмовик, Оперативник прокладає собі шлях через міст, але через руйнівні пси-удари Альми міст руйнується, а Оперативник разом зі штурмовиком падає у воду. Аід водою з'являється Феттел і зі сміхом заявляє: «Якщо це твій план, то все йде чудово!».
Діставшись до берега, брати бачать як чорні перевертні нападають на солдатів «Армахема». Сутички Альми продовжують створювати викиди, що поглинають енергію. Оперативник з боями проривається до Беккета, який дуже потрібен «АРМах», його збираються евакуювати. Вперше за довгий час, Оперативник знову зустрічає поліцейську охорону АТС. Після довгих боїв йому довелося зіткнуться з двома «фазовими командирами» відразу. Перемігши їх Оперативник знаходить точку евакуації, захоплює бронеробота і нарешті пробивається до Беккета, той знаходився в камері схожій на КТП. Побачивши оперативників, він каже, що розповів все що знає, але зрозумівши що перед ним не солдат «Армахема», розлютився. Подивившись в очі Оперативника він знову бачить галюцинації і з криком «Так це ти! Що тобі треба?!», притискається спиною до герметичного скла камери. Опертивник з пістолетом напоготові уже готовий підійти до нього, але тут його зупиняє Феттел, з проханням «Дозволь мені». Подивившись на Майкла, він єхидно зауважив, що це його вб'є і вселився в нього. Завдяки деякій телепатії Майкл зміг повернути собі неповний контроль над тілом. Копаючись в його спогадах, Пакстон розуміє, що Альма вибрала Беккета. Втомлений від опору Майкл вимовляє останні слова у своєму житті «Ці м'ясники перетворили нас в монстрів… Я знаю, хто ти. Ти її довбаний син! Я тут через тебе! Ти повинен убити кодло, що росте в ній. Вона більше тобі не мати! Дитину… Він не може! Він повинен померти!» І його розриває на шматки. Зловтішно вимовивши «Передавай привіт мамі», Феттел починає сміятися.
Беккет мертвий, а Альма ось-ось народить. Але кошмари пов'язані з Харлайном Уейдом все ще переслідують братів. Разом вони йдуть в особняк в якому виросли, щоб покінчити зі спогадами про нелегке минуле. Але зробити це виявилося непросто, Первинний виявився самим Уейдом. Оперативник попутно відбиваючись від монстра, по шматках знищує свої спогади. І незабаром Оперативник і Феттел стикаються з цим демоном лицем до лиця. З криками «Ви могли б стати богами, але стали монстрами», Уейд намагається вбити братів, але нові крики Альми постійно заважають йому. Зрештою Оперативник вбиває його, і перед тим як померти Первинний показує своє справжнє обличчя, яке виявляється особою Уейда. Далі видно що Уейд йде по руїнах спогадів і з жалем повторивши свої слова про монстрів, зникає.
Брати возз'єдналися з матір'ю. Тепер питання в тому кого вибере Альма як улюбленця. Оперативник і Феттел очікують, сидячи на ліжках, в кімнаті де вони виросли. Феттел, почувши крики Альми, каже що пора йти. Оперативник йде за ним і бачить Альму, яка народжує. Феттел говорить йому, що вони повинні поглинути тіло, щоб ввібрати силу і отримати безсмертя, на що отримав відмову — Оперативник направляє пістолет на вагітний живіт. Феттел намагається напоумити його — сім'я це головне, і накази Ф. Е. А. Р. виконувати безглуздо. Але Оперативник як і раніше не слухає його.
- 'Справжнє закінчення: Перемога Оперативників — Феттел в люті через те, що брат хоче вбити немовля, нападає на нього, але Оперативник встигає вистрілити йому в голову (в те місце куди він вистрілив раніше), і Феттел розчиняється в повітрі зі словами «До цього можна було не доводити, брат. Ми могли б стати богами». Далі Оперативник підходить до Альми, наставивши на неї пістолет, але тут же чує крик немовляти. Взявши його на руки, він бачить, як Альма зникає. Після цього Оперативник, притиснувши дитину до грудей, відходить. На зв'язок виходить Джин Сун-Квон і каже, що Оперативник всіх врятував.
- 'Альтернативне закінчення: Тріумф Феттела — Феттел нападає на брата і вселяється в нього, поглинаючи його особистість і свідомість і стаючи з ним навічно єдиною сутністю. Через деякий час він прокидається зі словами «До цього можна було не доводити, брат». Далі він підходить до Альми, дістає з її лона немовля, і каже що вона може не бояться, тому що він давно це планував, а дитина може послужити йому. Проте залишилося лише забрати те, що є у матері і, видавши звіриний рик, Феттел накидається на Альму, люто розриваючи тіло на шматки, з'їдає її.

## Рівні
Всього в грі представлено 8 глав:
1. 'Тюрма' ( англ. Prison)
2. 'Нетрі' ( англ. Slum)
3. 'Магазин' ( англ. Shop)
4. 'Передмістя' ( англ. Suburb)
5. 'Вежа' ( англ. Tower)
6. 'Міст' ( англ. Bridge)
7. 'Порт' ( англ. Port)
8. 'Острів' ( англ. Island)

## Системні вимоги
|                     | Мінімальні                                     | Рекомендовані                               | Ідеальні                                    |
| ------------------- | ---------------------------------------------- | ------------------------------------------- | ------------------------------------------- |
| Операційна система  | Windows 7, Windows 7 SP 1                      | Windows 7, Windows 7 SP 1                   | Windows 7, Windows 7 SP 1                   |
| Процесор            | Core 2 Duo 2.4 ГГц або Athlon X2 4800+ 2.5 ГГц | Core 2 Duo 2.6 ГГц або Athlon 64 X2 3.0 ГГц | Core 2 Duo 3.0 ГГц або Phenom II X2 3.0 ГГц |
| Оперативна пам'ять  | 1,5 ГБ RAM                                     | 2 ГБ RAM                                    | 2 ГБ RAM                                    |
| Відеокарта NVIDIA   | GeForce 8800 GT 512 МБ                         | GeForce 280                                 | GeForce GTX 460 1 ГБ                        |
| Відеокарта AMD      | Radeon HD 3850 512 МБ                          | Radeon HD 4890                              | Radeon HD 5830                              |
| Вільне місце на HDD | 5 Гб                                           | 5 Гб                                        | 5 Гб                                        |
| Звукова плата       | DirectX 9.0c                                   | DirectX 9.0c                                | DirectX 9.0c                                |